# Liste des anciennes communes des Hauts-de-Seine
| Fusions - Commune issue d'une fusion                                    |
| Créations - Commune issue d’un démembrement d'une ou plusieurs communes |

Carte présentant les modifications des limites des communes des Hauts-de-Seine depuis 1789.

Depuis la Révolution française, plusieurs communes des Hauts-de-Seine ont subi des modifications de périmètre territorial — par le biais de fusions ou de démembrements — ou le passage d'un hameau d'une commune à une autre ou bien des changements de nom, que la liste s’attache à présenter. Elle ne contient pas les rectifications ou les modifications des limites entre les communes.

## Contexte
Alors que les communes d’Ancien Régime sont supprimées par les décrets du 4 août 1789 de l’Assemblée constituante, une nouvelle forme communale émerge en France avec le décret législatif du 14 décembre 1789 concernant la constitution des municipalités. Le Législateur révolutionnaire, dans une logique de rationalisation, souhaite uniformiser les dénominations des plus petites structures d’administration territoriale. C’est sous la Convention, par un décret du 10 brumaire an II, que le terme « commune » est harmonisé à tous les anciens bourgs, villes, paroisses ou communautés.
Le département des Hauts-de-Seine a été créé le 1er janvier 1968, en application de la loi du 10 juillet 1964 portant réorganisation de la région parisienne. Le département comprend 9 communes de l'ancien département de Seine-et-Oise et 27 communes de l'ancien département de la Seine. La liste ci-dessous comprend donc les modifications effectuées sur les communes du département, basées sur son périmètre actuel. Ces modifications peuvent être antérieures à sa création et elles commencent à partir de 1790. Le département dénombre donc 36 communes aujourd'hui (au 1er janvier 2025).

## Transformations par type

### Fusion
| Commune créée | Communes supprimées | Régime        | Décision            | Date d’effet     |
| ------------- | ------------------- | ------------- | ------------------- | ---------------- |
| Clichy        | Clichy              | Fusion simple | Loi du 16 juin 1859 | 1er janvier 1860 |
| Clichy        | Batignolles-Monceau | Fusion simple | Loi du 16 juin 1859 | 1er janvier 1860 |
| Boulogne      | Boulogne            | Fusion simple | Loi du 16 juin 1859 | 1er janvier 1860 |
| Boulogne      | Auteuil             | Fusion simple | Loi du 16 juin 1859 | 1er janvier 1860 |
| Boulogne      | Passy               | Fusion simple | Loi du 16 juin 1859 | 1er janvier 1860 |

### Création
| Nom                   | Commune concernée | Mode de création | Décision                       | Date d’effet                   |
| --------------------- | ----------------- | ---------------- | ------------------------------ | ------------------------------ |
| Villeneuve-la-Garenne | Gennevilliers     | Démembrement     | Loi du 9 avril 1929            | 15 avril 1929                  |
| La Garenne-Colombes   | Colombes          | Démembrement     | Loi du 2 mai 1910              | 5 mai 1910                     |
| Bois-Colombes         | Colombes          | Démembrement     | Loi du 13 mars 1896            | 18 mars 1896                   |
| Malakoff              | Vanves            | Démembrement     | Décret du 8 novembre 1883      | 1er janvier 1884               |
| Levallois-Perret      | Clichy            | Démembrement     | Loi du 30 juin 1866            | 1er janvier 1867               |
| Levallois-Perret      | Neuilly           | Démembrement     | Loi du 30 juin 1866            | 1er janvier 1867               |
| Batignolles-Monceau   | Clichy            | Démembrement     | Ordonnance du 10 février 1830, | Ordonnance du 10 février 1830, |

### Modification du nom officiel
| Nom                  | Ancien nom             | Décision                    | Date d’effet               |
| -------------------- | ---------------------- | --------------------------- | -------------------------- |
| Asnières-sur-Seine   | Asnières               | Décret du 9 février 1968    | 15 février 1968            |
| Rueil-Malmaison      | Rueil                  | Décret du 20 janvier 1928   | 5 février 1928             |
| Boulogne-Billancourt | Boulogne               | Décret du 22 novembre 1925  | 5 décembre 1925            |
| Châtenay-Malabry     | Châtenay               | Décret du 15 septembre 1920 | 26 septembre 1920          |
| Le Plessis-Robinson  | Le Plessis-Piquet      | Décret du 12 novembre 1909  | Décret du 12 novembre 1909 |
| Neuilly-sur-Seine    | Neuilly                | Décret du 2 mai 1897        | 9 mai 1897                 |
| Issy-les-Moulineaux  | Issy                   | Décret du 28 juillet 1893   | Décret du 28 juillet 1893  |
| Marnes-la-Coquette   | Marnes                 | Décret du 12 janvier 1859   | Décret du 12 janvier 1859  |
| Châtillon            | Châtillon-sous-Bagneux | 1896                        | 1896                       |

### Modifications de limites communales
| La commune de ...                            | ... cède du territoire à la commune de ... | Précisions                                                                       | Décision                                                |
| -------------------------------------------- | ------------------------------------------ | -------------------------------------------------------------------------------- | ------------------------------------------------------- |
| Antony                                       | Châtenay-Malabry                           | Superficie de 1 ha 88 a 77 ca                                                    | Décret du 9 septembre 1996                              |
| Châtenay-Malabry                             | Antony                                     | Superficie de 1 ha 94 a 66 ca                                                    | Décret du 9 septembre 1996                              |
| Bagneux                                      | Bourg-la-Reine                             | Superficie de 30 a 73 ca                                                         | Décret du 27 juillet 1994                               |
| Bourg-la-Reine                               | Bagneux                                    | Superficie de 36 a 18 ca                                                         | Décret du 27 juillet 1994                               |
| Vanves                                       | Issy-les-Moulineaux                        | 41 habitants Superficie de 34 a 55 ca                                            | Décret du 2 juillet 1992                                |
| Issy-les-Moulineaux                          | Vanves                                     | Superficie de 35 a 18 ca                                                         | Décret du 2 juillet 1992                                |
| Fontenay-aux-Roses                           | Le Plessis-Robinson                        | Superficie de 20 a 50 ca                                                         | Décret du 30 juin 1992                                  |
| Le Plessis-Robinson                          | Fontenay-aux-Roses                         | 24 habitants Superficie de 83 a 18 ca                                            | Décret du 30 juin 1992                                  |
| Le Plessis-Robinson                          | Fontenay-aux-Roses                         | Superficie de 2 ha 21 a                                                          | Décret du 19 octobre 1987                               |
| Saint-Cloud                                  | Sèvres                                     | 2 sections d'une superficie de 2 ha 35 a 80 ca et de 74 a 20 ca                  | Décret du 8 août 1983                                   |
| Antony                                       | Wissous (91)                               | Superficie de 4 ha 46 a 81 ca                                                    | Décret du 10 septembre 1980,                            |
| Wissous (91)                                 | Antony                                     | Superficie de 3 ha 44 a 80 ca                                                    | Décret du 10 septembre 1980,                            |
| Colombes                                     | Asnières-sur-Seine                         | Superficie de 17 a 45 ca                                                         | Décret du 29 juin 1976                                  |
| Saint-Cloud                                  | Garches                                    | 4 habitants                                                                      | Décret du 16 juillet 1971,                              |
| Meudon                                       | Vélizy-Villacoublay (78)                   | Superficie de 1 ha 63 a 80 ca                                                    | Décret du 14 mars 1967                                  |
| Vélizy-Villacoublay (78)                     | Meudon                                     | Superficie de 88 a 80 ca                                                         | Décret du 14 mars 1967                                  |
| Clamart Le Plessis-Robinson                  | Le Plessis-Robinson Clamart                |                                                                                  | Décret du 29 septembre 1966                             |
| Vélizy-Villacoublay (78)                     | Meudon                                     | Lieu-dit : la Porte de Trivaux                                                   | Décret du 15 juillet 1965                               |
| Rueil-Malmaison La Celle-Saint-Cloud (78)    | La Celle-Saint-Cloud (78) Rueil-Malmaison  |                                                                                  | Arrêté préfectoral du 31 juillet 1963                   |
| Châtenay-Malabry Verrières-le-Buisson (91)   | Verrières-le-Buisson (91) Châtenay-Malabry |                                                                                  | Décret du 27 octobre 1939                               |
| Antony                                       | Massy (91)                                 | En suivant l'axe du nouveau tracé du chemin vicinal n°1                          | Décret du 11 avril 1937                                 |
| Antony                                       | Verrières-le-Buisson (91)                  | En suivant l'axe du nouveau lit de la Bièvre et du ruisseau des Godets           | Décret du 11 avril 1937                                 |
| Rueil-Malmaison                              | Suresnes                                   |                                                                                  | Loi du 16 juin 1931                                     |
| Suresnes Saint-Cloud                         | Saint-Cloud Suresnes                       | Limite constituée par l'axe de la rue du Val-d'Or                                | Décret du 29 novembre 1930                              |
| Châtillon Bagneux Arcueil (94) Gentilly (94) | Montrouge                                  |                                                                                  | Loi du 31 juillet 1875                                  |
| Saint-Cloud                                  | Sèvres                                     |                                                                                  | Décret du 2 novembre 1861                               |
| Montrouge                                    | 14e arrondissement de Paris                | Quartier du Petit-Montrouge                                                      | Loi du 16 juin 1859                                     |
| Issy-les-Moulineaux                          | 15e arrondissement de Paris                | Quartier de Javel                                                                | Loi du 16 juin 1859                                     |
| Neuilly-sur-Seine                            | 17e arrondissement de Paris                | Quartier des Ternes                                                              | Loi du 16 juin 1859                                     |
| Châtillon                                    | Vanves                                     | Fort de Vanves                                                                   | Loi du 5 août 1851                                      |
| Bagneux                                      | Arcueil (94)                               | Fort de Montrouge                                                                | Loi du 5 août 1851                                      |
| Rueil Nanterre                               | Suresnes                                   |                                                                                  | Loi du 29 juillet 1850                                  |
| Ville-d'Avray Sèvres                         | Sèvres Ville-d'Avray                       | L'ordonnance de 1847 annule celle de 1846                                        | Ordonnance du 8 mars 1846 Ordonnance du 30 juillet 1847 |
| Massy (91)                                   | Antony                                     | Limite fixée par le chemin dit de la Voie Fondue et la route de Chartres à Paris | Décret du 12 novembre 1804 (21 brumaire an 13)          |